# Église Notre-Dame-de-la-Visitation de Fontan
Pour les articles homonymes, voir Église Notre-Dame-de-la-Visitation.
L'église Notre-Dame de la Visitation est une église de style néoclassique du XVIIIe siècle dédiée à Notre-Dame de la Visitation à Fontan dans les Alpes-Maritimes. L'édifice est classé au titre des monuments historiques le 25 avril 1949.

## Historique
Peu après l'acquisition du comté de Tende par le duc de Savoie, celui-ci va décider d'améliorer la route reliant Nice au Piémont avec la création du grand chemin ducal en 1592 qui va devenir la Route Royale Nice-Turin.
Le 30 juin 1616 une ordonnance de Charles-Emmanuel Ier, duc de Savoie, décida l'installation du village de Fontan sur son emplacement actuel.
La construction de l'église va être entreprise peu après et être inaugurée le 2 juillet 1632 comme le rappelle une inscription latine placée dans le chœur, qui se traduit :
L'an du Seigneur 1632, le second jour du mois de juillet, Urbain VIII étant pape, Jean-François Gandolfo, évêque de Vintimille, Ferdinand II empereur d'Allemagne, Victor Amédée Ier duc de Savoie. Cet édifice sacré a été élevé en l'honneur de Dieu et dédié à la bienheureuse Vierge Marie, mère de Dieu, sous le vocable de la Visitation, en présence du Révérend Jean Guigliotti, prêtre, curé de la paroisse de Saorge, qui en a posé la première pierre, des prieurs Bernard Bottone et Honoré Gioanni et d'une assemblée de fidèles.
L'église a été réquisitionnée pour soigner des blessés autrichiens pendant la guerre de Succession d'Espagne et la guerre de Succession d'Autriche.
L'église a été surélevée au XVIIIe siècle. Le clocher a alors été ajouté.
La chapelle Saint-Jacques construite par la population en 1841-1842 est accolée à l'église.

## Architecture
Église de style baroque construite au XVIIe siècle, au toit recouvert de lauzes. Le clocher qui a été ajouté au XVIIIe siècle  avec un bulbe piriforme, recouvert de tuiles vernissées.
L'horloge a été achetée en 1825.

## Orgue
Elle abrite l'orgue le plus ancien du Département. L'orgue a été acheté à Carlo Vittirio en 1850 un orgue de facture piémontaise. C'est un réemploi d'un orgue plus ancien, mais qui ne doit pas être l'ancien orgue de Saorge,.
On peut l'entendre chaque année lors du Festival International des Orgues Historiques des vallées Roya-Bevera.